# Astroloma humifusum
Astroloma humifusum är en ljungväxtart som först beskrevs av Antonio José Cavanilles, och fick sitt nu gällande namn av Robert Brown. Astroloma humifusum ingår i släktet Astroloma och familjen ljungväxter. Inga underarter finns listade i Catalogue of Life.